# تشارلي ألين (مغني)
تشارلي ألين (بالإنجليزية: Charlie Allen)‏ هو مغني أمريكي، ولد في 1 مايو 1942، وتوفي في 7 مايو 1990.

## وصلات خارجية
- تشارلي ألين على موقع ميوزك برينز (الإنجليزية)
- تشارلي ألين على موقع ديسكوغز (الإنجليزية)